# جولیتا (آیداهو)
جولیتا(به انگلیسی: Juliaetta) شهری در شهرستان لاتا ایالت آیداهو است که جمعیت آن در سرشماری سال ۲۰۱۰ میلادی ۵۷۹ نفر بوده است.